# ژرمانیای بزرگ
ژرمانیای بزرگ یا ژرمانیای علیا (به آلمانی: Germania superior) یکی از ایالت‌های امپراتوری روم بود که غرب سوئیس، کوهستان ژورا و منطقه آلزاس در فرانسه و جنوب غرب آلمان امروزی را در بر می‌گرفت. شهرهای بزانسون، استراسبورگ، ویسبادن و ماینتس که پایتخت ژرمانیای بزرگ بود، از شهرهای مهم این ایالت به‌شمار می‌رفتند.